# Guangzhou Long-Lions
O Guangzhou Long-Lions é um clube profissional de basquetebol chinês sediado em Guangzhou, Guangdong. A equipe disputa a divisão sul da Chinese Basketball Association.

## História
Foi fundado em 2000.